# Fahrnbach (Isen)

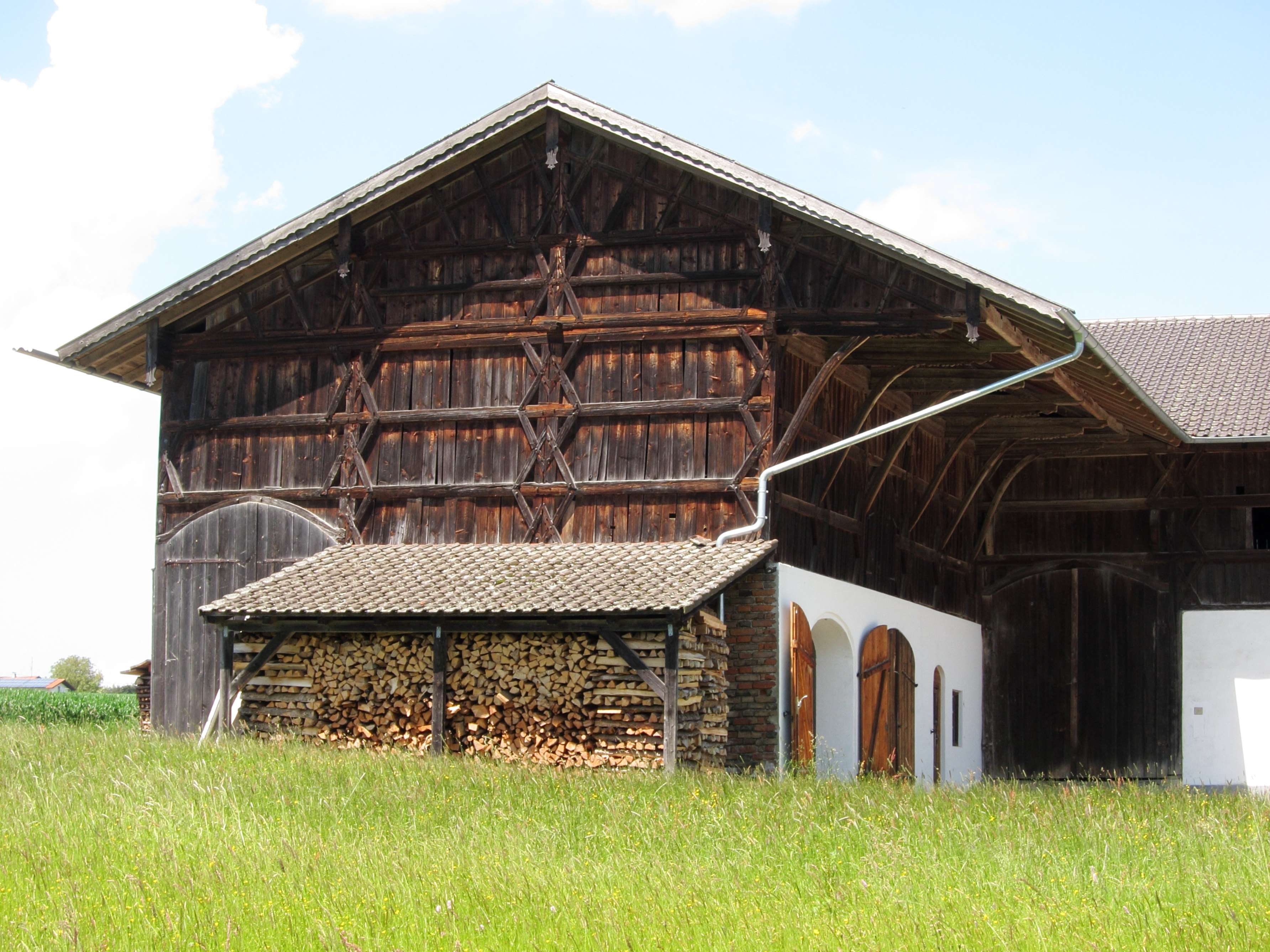
Fahrnbach, Stadel

Fahrnbach ist ein Gemeindeteil des Marktes Isen im oberbayerischen Landkreis Erding. Der Weiler liegt circa fünf Kilometer südlich von Isen und ist über die Kreisstraße ED 20 zu erreichen.

## Geschichte
Fahrnbach wurde 1537 erstmals erwähnt und hatte 1739 sechs Anwesen. Der Ort gehörte bis 1802 zur Herrschaft Burgrain des Hochstifts Freising und kam mit dem  Reichsdeputationshauptschluss zu Kurpfalz-Bayern (ab 1806 Königreich Bayern). Die durch das bayerische Gemeindeedikt 1818 begründete Gemeinde Mittbach umfasste auch Fahrnbach. Am 1. Mai 1978 wurde der Weiler mit der Gemeinde Mittbach bei der Gemeindereform dem Markt Isen zugewiesen.

## Baudenkmäler

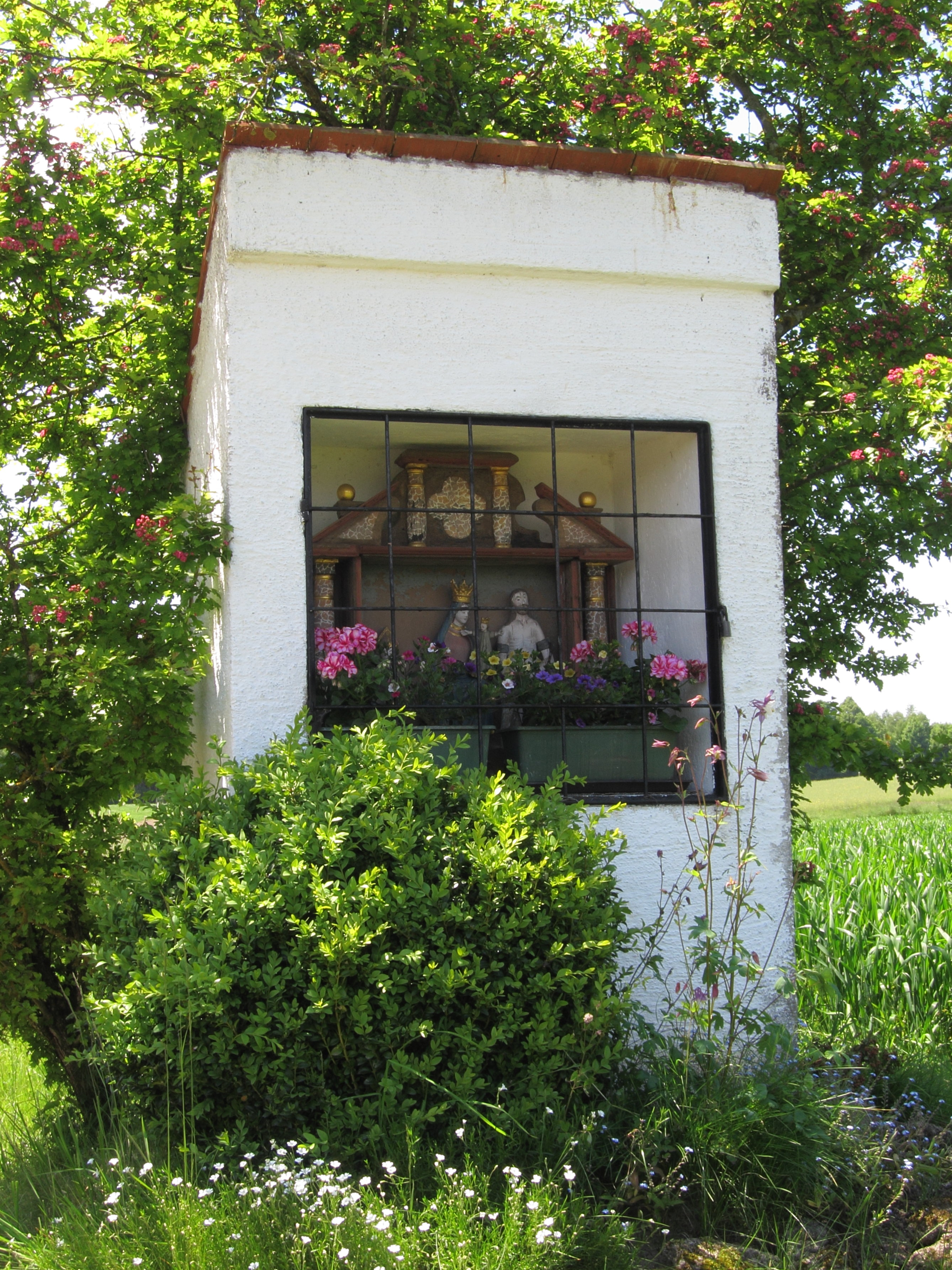
Bildstock

Siehe: Liste der Baudenkmäler in Fahrnbach